# シオマネキ
シオマネキ（潮招、望潮）は、エビ目（十脚目）・スナガニ科のうち、オスの片方の鋏脚（はさみ）が大きくなることで知られるカニの総称である。かつてシオマネキ属 Uca に分類されていたが、2010年代になって分類の見直しが行われて約10属に細分されている。
日本ではこの中の一種 Tubuca arcuata (De Haan, 1833) に「シオマネキ」の標準和名が充てられる。

## 特徴
横長の甲羅をもち、甲幅は20 mmほどのものから40 mmに達するものまで種類によって差がある。複眼がついた眼柄は長く、それを収める眼窩も発達する。地表にいるときは眼柄を立てて周囲を広く見渡す。歩脚はがっちりしていて逃げ足も速い。オスの片方の鋏脚とメスの両方の鋏脚は小さく、砂をすくうのに都合がよい構造をしている。
成体のオスは片方の鋏脚が甲羅と同じくらいまで大きくなるのが特徴で、極端な性的二形のためオスとメスは簡単に区別がつく。鋏脚は個体によって「利き腕」がちがい、右が大きい個体もいれば左が大きい個体もいる。生息地ではオス達が大きな鋏脚を振る「ウェービング（waving）」と呼ばれる求愛行動が見られる。和名「シオマネキ」は、この動作が「潮が早く満ちてくるように招いている」ように見えるためについたものである。英名 "Fiddler crab" の "Fiddler" はヴァイオリン奏者のことで、やはりこれもウェービングの様子を表した名前といえる。
中国では、古来から「招潮子」（潮を招くもの）の名称で知られており、『太平御覧』巻943引『嶺表録異』では、「招潮子、また蜞蟛の属にして、殻白色を帯ぶ。海畔の潮多きに、潮来るを欲すれば、皆坎を出でて螯を挙げて望むが如し。故に俗に招潮と呼ぶなり。」（招潮子は岩ガニの仲間であり、殻は白色を帯びている。海辺の潮間帯で、満潮が訪れようとする際、皆穴を出て鋏脚を挙げて満潮を待ち受けるようである。そのため俗に潮を招くものと呼ぶのである。）との記述がある。
熱帯・亜熱帯地域の、河口付近の海岸に巣穴を掘って生息する。種類ごとに好みの底質があり、干潟・マングローブ・砂浜・転石帯でそれぞれ異なる種類が生息する。巣穴は通常満潮線付近に多く、大潮の満潮時に巣穴が海面下になるかどうかという高さにある。潮が引くと海岸の地表に出てきて活動する。食物は砂泥中のプランクトンやデトリタスで、鋏で砂泥をつまんで口に入れ、砂泥に含まれる餌を濾過摂食する。一方、天敵はサギ、シギ、カラスなどの鳥類や沿岸性の魚類である。敵を発見すると素早く巣穴に逃げこむ。
海岸の干拓・埋立・浚渫などで生息地が減少し、環境汚染などもあって分布域は各地で狭まっている。風変わりなカニだけに自然保護のシンボル的存在となることもある。

## 日本に分布する種類
日本産シオマネキ類は10種類ほどが知られるが、九州以北では西日本にシオマネキ、ハクセンシオマネキ、ホンコンシオマネキの3種類が分布する。南西諸島では多くの種類が見られる。
シオマネキ Tubuca arcuata (De Haan, 1833)
甲長（縦の長さ）20 mm、甲幅（横の長さ）35 mmに達し、日本産シオマネキ類の最大種。ハクセンシオマネキに比べて左右の眼柄が中央寄りで、甲は逆台形をしている。オスの大鋏表面には顆粒が密布し、色はくすんだ赤色だが、泥をかぶり易く色が判別しにくいこともある。
静岡県以西の本州太平洋岸、四国、九州、南西諸島、朝鮮半島、中国、台湾の各地に生息地が点在する。泥質干潟のヨシ原付近・泥が固まった区域に生息するが、人間の活動が大きな脅威となり生息域が減少している。環境省が2000年に発表した無脊椎動物レッドリストでは準絶滅危惧（NT）とされていたが、絶滅のおそれが増大したとの判断から2006年の改訂で絶滅危惧II類（VU）となった。一方2015年には東京湾での生息が確認され、分布域が北へ拡大していることが示唆されている。
有明海沿岸地方ではタウッチョガネ、ガネツケガニ、マガニなどと呼ばれる。アリアケガニやヤマトオサガニなどと共に漁獲され、「がん漬」という塩辛で食用にされる。
ハクセンシオマネキ Austruca lactea lactea (De Haan, 1835)
甲幅18 mmほどで、シオマネキよりだいぶ小さい。神奈川県以西の本州太平洋岸、四国、九州、朝鮮半島に分布し、河口付近の泥まじりの砂浜や転石海岸に生息する。オスのウェービングが白い扇子を振って踊るように見えるためこの和名がついた。環境省レッドリストではシオマネキと同じく準絶滅危惧から絶滅危惧II類に改訂されたが、21世紀初頭の時点ではシオマネキより生息地が多い。
亜種オキナワハクセンシオマネキ A. lactea perplexa (H. Milne Edwards, 1837) は、南西諸島からフィリピン、バヌアツまで分布するが、独立した種 A. perplexa とすることもある。
ヒメシオマネキ Gelasimus vocans (Linnaeus, 1758)
甲幅20 mmほど。オスの大きなはさみは上半分が白色、下半分が橙色をしている。オスの大鋏は噛みあわせに小さな歯があるが、闘争などで鋏が脱落すると噛み合わせに歯がない大鋏が再生する。これまでの記録は次の2種と混同されている可能性があり、日本での確実な分布記録は鹿児島県種子島及び奄美大島以南。国外からは台湾、中国南部からインドネシア、インドまで分布する。
ミナミヒメシオマネキ Gelasimus jocelynae (Shih, Naruse and Ng, 2010)
甲幅25 mmほど。ヒメシオマネキに似てオスの大鋏の下半分は橙色。鹿児島県種子島、沖縄県に生息する。国外では台湾、中国南部、フィリピンからニューギニア、バヌアツに分布する。
ホンコンシオマネキ Gelasimus borealis (Crane, 1975)
甲幅25 mmほど。ヒメシオマネキに似てオスの大鋏の下半分は橙色。宮崎県、鹿児島県種子島に生息する。国外では台湾、中国南部、ベトナム北部に分布する。
ベニシオマネキ Paraleptuca chlorophthalma crassipes (Adams et White, 1848)
甲幅25 mmほど。和名通りオスの大鋏が鮮紅色をしている。甲羅も赤いが、ほぼ全面が赤い個体から全面が黒い個体まで個体差が大きい。脚は黒い。インド洋と西太平洋の熱帯域に広く分布し、日本では南西諸島に分布する。マングローブ地帯に生息する。
オガサワラベニシオマネキ Paraleptuca boninensis (Shih, Komai and Liu, 2013)
甲幅23 mmほど。オスの大鋏が鮮紅色をしている。甲羅はオスでは黒と、青色、灰色あるは灰色のまだら模様であることが多く、個体差が大きい。小笠原諸島父島の干潟に生息する。2018年に国内希少野生動植物種に指定されている。
ルリマダラシオマネキ Gelasimus tetragonon (Herbst, 1790)
甲幅25 mmほど。和名のとおり甲羅は鮮やかな水色で、青い小斑点が散在する。鋏脚はくすんだ橙色、脚は黒色や赤色。インド洋・西太平洋の熱帯域に分布し、日本では奄美大島以南の南西諸島に分布する。小石の多い砂浜海岸に生息するが、個体数は少ない。奄美大島では条例により採集が禁止されている。
ヤエヤマシオマネキ Tubuca dussumieri (A. Milne-Edwards, 1852)
甲幅25 mmほど。オスの大鋏の下半分が赤いことが特徴。奄美大島以南のマングローブ付近に生息する。奄美大島では条例により採集が禁止されている。
リュウキュウシオマネキ Tubuca coarctata (A. Milne-Edwards, 1852)
甲幅25 mmほど。ヤエヤマシオマネキに似る。奄美大島以南のマングローブ付近に生息する。奄美大島では条例により採集が禁止されている。
シモフリシオマネキ Austruca triangularis (A. Milne-Edwards, 1873)
甲幅15 mmほど。甲羅は白っぽく黒い小さな水玉模様がある。脚は黒い。奄美大島以南のマングローブに生息する。

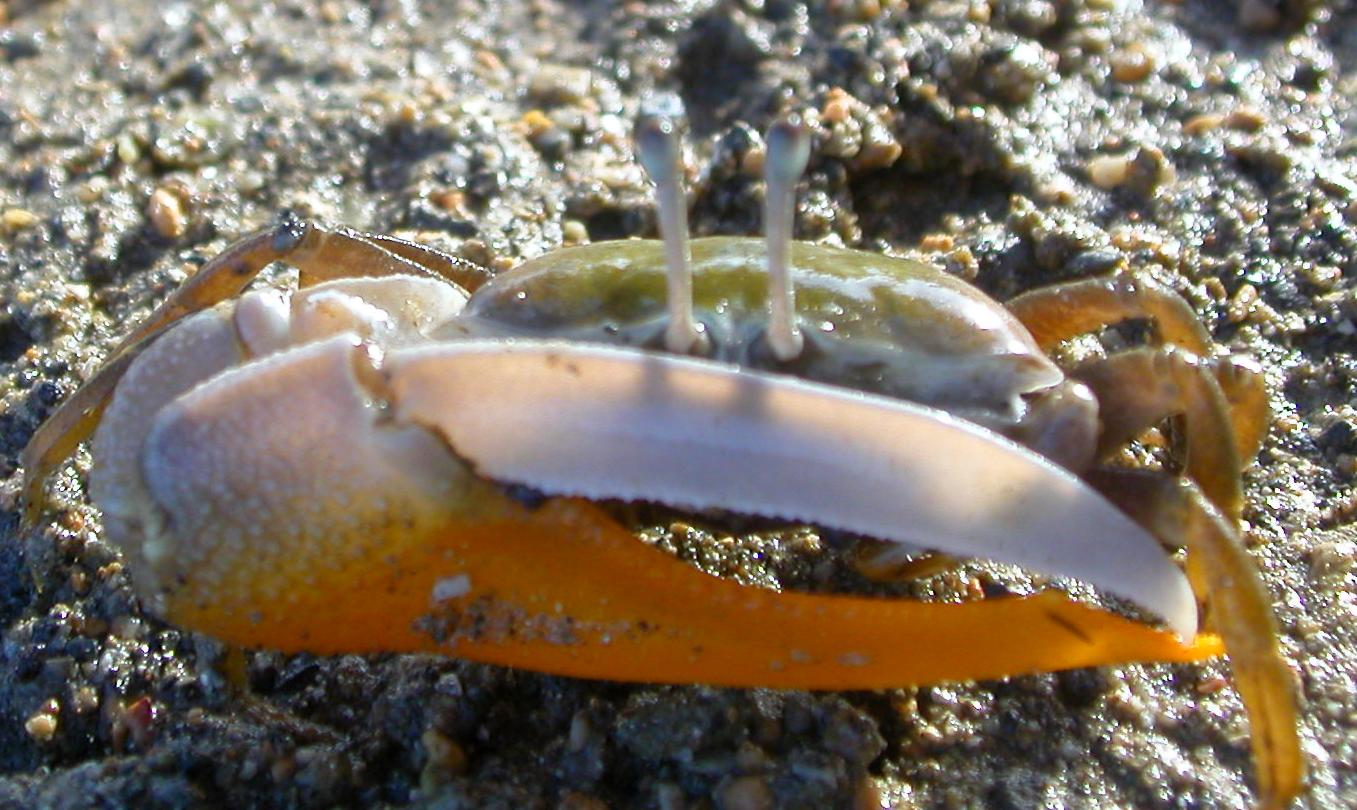
ヤエヤマシオマネキ（雄個体・正面）
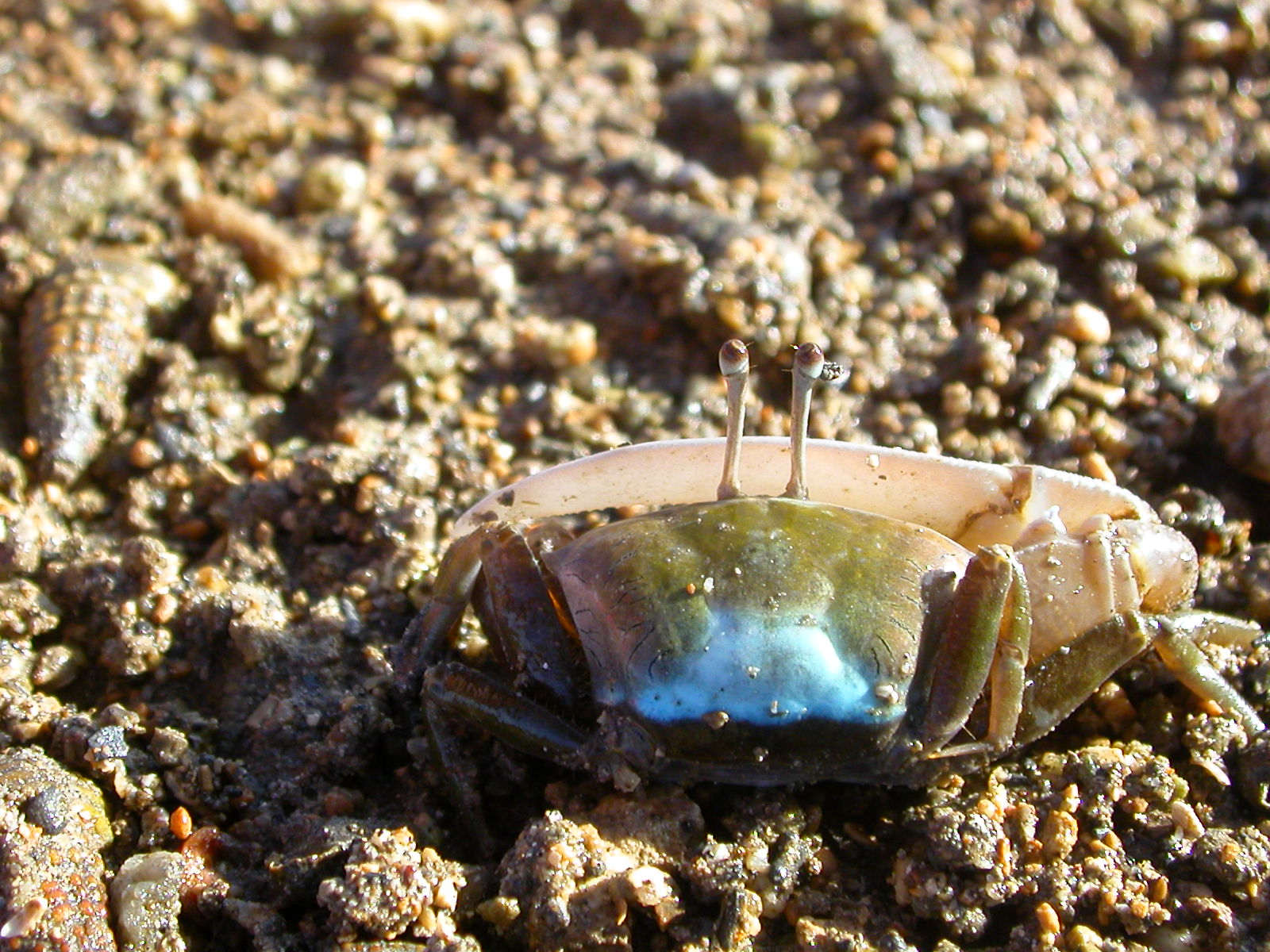
ヤエヤマシオマネキ（雄個体・背面）
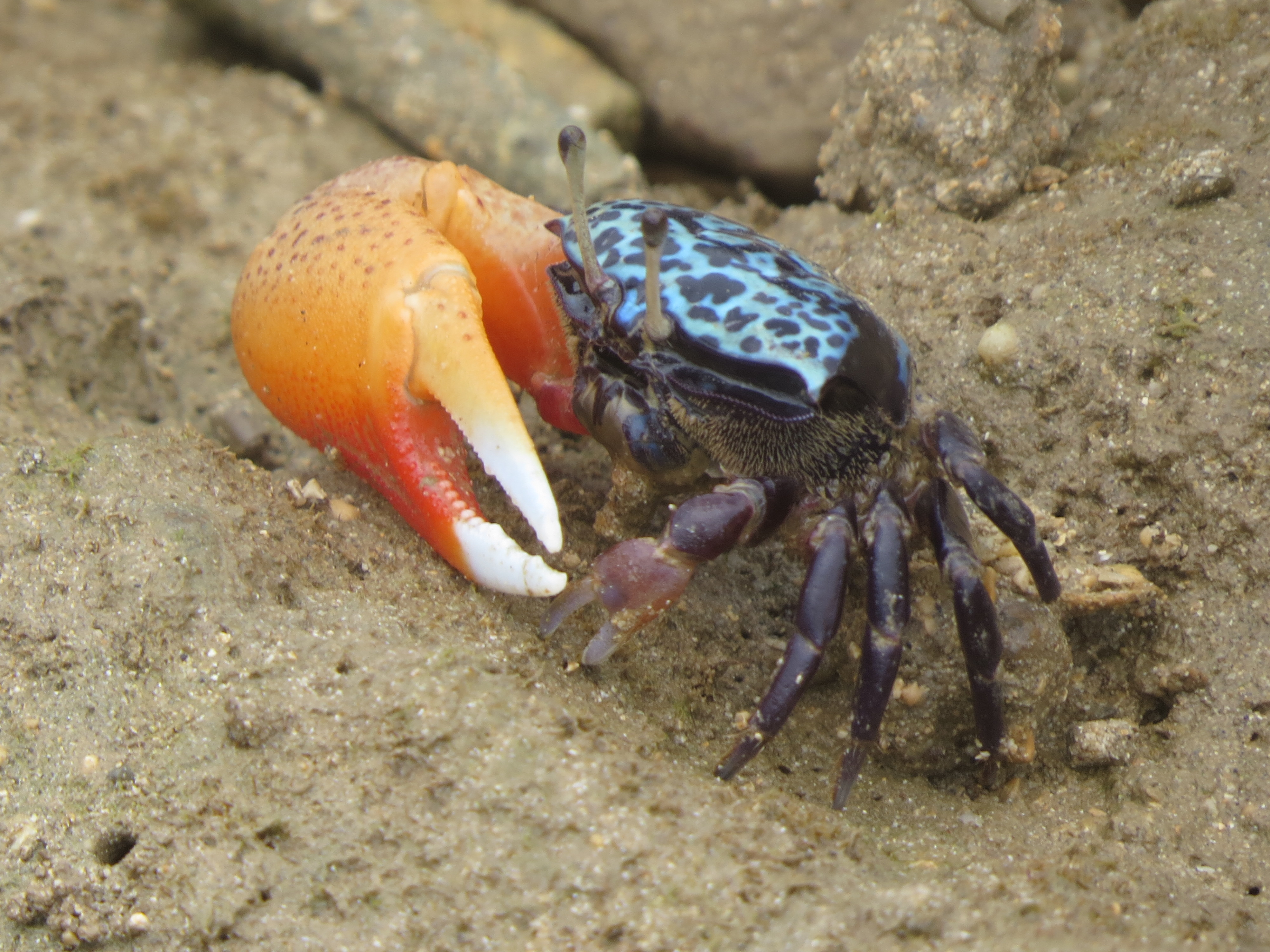
ベニシオマネキ（動画）
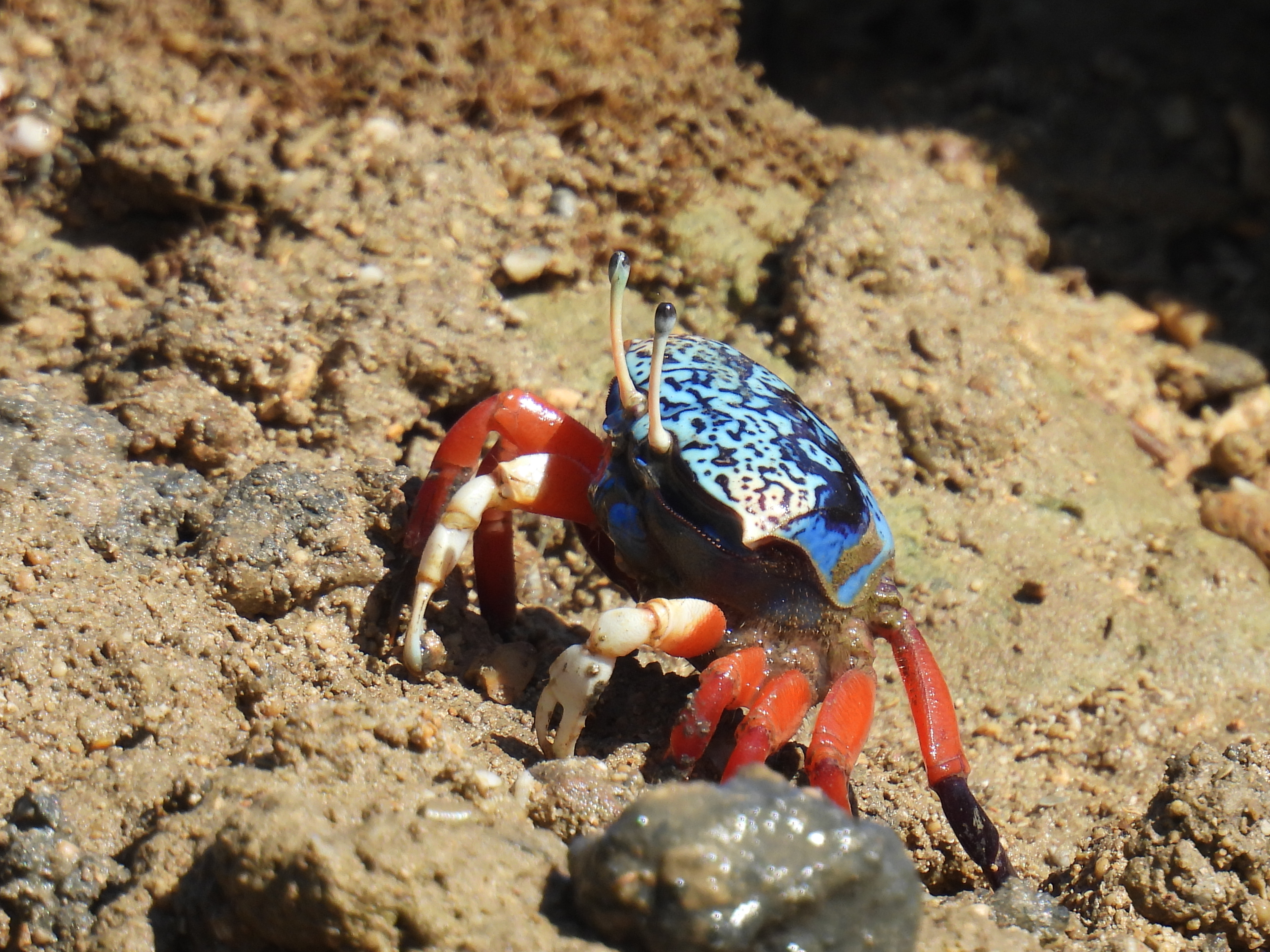
ルリマダラシオマネキ（雄）
- ルリマダラシオマネキ（雌）